# Tragulus kanchil
Il tragulo minore (Tragulus kanchil Raffles, 1821), noto anche con il nome malese di kanchil o come tragulo della Malesia minore, è un ungulato artiodattilo della famiglia dei Tragulidi originario, come tutte le altre specie del genere Tragulus, dell'Asia sud-orientale.

## Tassonomia
A causa dell'esteso areale che occupa, in gran parte insulare, gli studiosi attualmente riconoscono trenta sottospecie di tragulo minore:
- T. k. kanchil Raffles, 1821 (Sumatra e isole di Mendol e Berhala);
- T. k. abruptus Chasen, 1935 (isola di Sibu);
- T. k. affinis Gray, 1861 (Vietnam, Cambogia, Laos, Thailandia sud-orientale e orientale e Tenasserim);
- T. k. anambensis Chasen e Kloss, 1928 (isola di Mata);
- T. k. angustiae Kloss, 1918 (Myanmar e regione sud-occidentale della Thailandia, a ovest del fiume Chao Phraya);
- T. k. brevipes Miller, 1903 (isola di Bangkaru, nei pressi di Sumatra);
- T. k. carimatae Miller, 1906 (isola di Karimata);
- T. k. everetti Bonhote, 1903 (isola di Bunguran, nell'arcipelago delle Natuna);
- T. k. fulvicollis Lyon, 1908 (isola di Bengkalis, nei pressi di Sumatra);
- T. k. fulviventer Gray, 1836 (Penisola Malese meridionale e Singapore);
- T. k. hosei Bonhote, 1903 (Borneo centro-settentrionale);
- T. k. insularis Chasen, 1940 (isole di Phuket e Ko Yao Yai, presso le coste occidentali della Thailandia);
- T. k. klossi Chasen, 1935 (Borneo nord-orientale);
- T. k. lampensis Miller, 1903 (isola di Lampi, nell'Arcipelago delle Mergui, al largo del Tenasserim);
- T. k. lancavensis Miller, 1903 (isola di Langkawi, nello Stretto di Maladoa);
- T. k. longipes Lyon, 1908 (Borneo e Sumatra orientale);
- T. k. luteicollis Lyon, 1906 (isola di Banka, a est di Sumatra);
- T. k. masae Lyon, 1916 (isola di Tana Masa, a ovest di Sumatra);
- T. k. mergatus Thomas, 1923 (Arcipelago delle Mergui);
- T. k. pallidus Miller, 1901 (isola di Laut, nel Mar Cinese Meridionale a nord di Bunguran, una delle isole Natuna);
- T. k. penangensis Kloss, 1918 (isola di Penang, al largo di Seberang Perai, nello stretto di Malacca);
- T. k. pidonis Chasen, 1940 (isola di Pipidon, a ovest della Thailandia);
- T. k. pinius Lyon, 1916 (isola di Pinie, presso Sumatra);
- T. k. ravulus Miller, 1903 (isola di Adang, dell'arcipelago delle Butang, al largo della Penisola Malese);
- T. k. ravus Miller, 1902 (Penisola Malese settentrionale e Thailandia meridionale);
- T. k. rubeus Miller, 1903 (isola di Bintang, dell'Arcipelago delle Linga);
- T. k. russeus Miller, 1903 (isola di Tuangku, dell'Arcipelago delle Banjak, a nord-ovest di Sumatra);
- T. k. russulus Miller, 1903 (isola di Tana Bala, Tana Masa e Batu, vicino Sumatra);
- T. k. siantanicus Chasen e Kloss, 1928 (isola di Siantan);
- T. k. subrufus Miller, 1903 (isole di Sinkep e Linga, dell'Arcipelago delle Linga).

## Descrizione
Il tragulo minore è il più piccolo ungulato del mondo: misura 44-48 cm, è alto al garrese 20 cm e pesa circa 1,7-2,6 kg. Presenta un mantello di colore rosso più o meno uniforme con un disegno caratteristico a spina di pesce sulla parte anteriore del corpo. Come tutti i traguli, ha costituzione tozza e zampe corte e sottili.

## Distribuzione e habitat
Ha un areale molto esteso, che si estende su quasi tutte le foreste pluviali tropicali dell'Asia sud-orientale: si incontra dallo Yunnan meridionale, attraverso tutta l'Indocina, fino alle isole di Sumatra e Borneo, oltre che su molte altre piccole isole indonesiane.

## Biologia
Di abitudini crepuscolari e notturne, vive solitario o forma piccoli gruppi familiari; i maschi sono territoriali e segnano i loro possedimenti con urina, feci e il secreto di ghiandole odorifere situate sul mento. Timido e schivo, è abile nel nascondersi nella fitta vegetazione: la sua arma di difesa più importante, infatti, consiste nel rimanere rannicchiato sul terreno quasi perfettamente immobile; se un predatore si avvicina troppo, però, fugge via rapidamente con ampi balzi. Si nutre di foglie, arbusti, germogli e frutti caduti. Ha un periodo di gestazione di circa 5 mesi.